# Sean Spicer
Sean Michael Spicer, född 23 september 1971 i Manhasset i New York, är en amerikansk republikansk politisk strateg och konsult. Spicer var Vita husets pressekreterare i Trumps kabinett från den 20 januari 2017 till augusti 2017. Han var även Vita husets kommunikationschef under Donald Trumps första månad som USA:s president.

## Karriär

### Biografi
Spicer föddes i Manhasset i delstaten New York men växte upp i Barrington i Rhode Island. Spicer avlade kandidatexamen i statsvetenskap vid Connecticut College 1993 och masterexamen i nationell säkerhet och strategi vid Naval War College 2012.

### Politiskt arbete
Den 22 december 2016 meddelade USA:s då tillträdande president Donald Trump att han valt Spicer som Vita husets pressekreterare samt kommunikationschef. Spicer och Trumps kabinett tillträdde den 20 januari 2017. Den 6 mars 2017 ersattes han av Mike Dubke som kommunikationschef. Den 21 juli 2017 sade Spicer upp sig från tjänsten som pressekreterare på grund av oenigheter kring Trumps val av Anthony Scaramucci som ny kommunikationschef. Spicer ersattes av Sarah Huckabee Sanders, som tidigare varit vice pressekreterare, den 26 juli 2017..
Mellan 2020 och 2023 var Spicer programledare för nyhetsprogrammet Spicer & Co. på Newsmax.